# Robert Abbott
 (avril 2025).
Si vous disposez d'ouvrages ou d'articles de référence ou si vous connaissez des sites web de qualité traitant du thème abordé ici, merci de compléter l'article en donnant les références utiles à sa vérifiabilité et en les liant à la section « Notes et références ».
Pour les articles homonymes, voir Robert Abbott et Abbott.
Robert Abbott, dit Bob Abbott, né le 2 mars 1933 et mort le 20 février 2018, est un auteur américain de jeux de société.
Robert Abbott a été programmeur au début de l'informatique. Il a notamment travaillé avec le langage d'assemblage de l'IBM 360. Il s'est tourné vers la création de jeux en 1962.
Parmi les jeux qu'il a conçus, les plus célèbres sont Éleusis et Epaminondas. Plusieurs de ses jeux ne sont disponibles que dans son livre Abbott's New Card Games (Stein & Day 1963).
Récemment, Abbott s'est mis à développer ce qu'il appelle des « Labyrinthes logiques » (Logic Mazes) qui sont des labyrinthes avec des règles.

## Ludographie succincte
- Éleusis, 1956
- Epaminondas, 1963, Ariel / Bütehorn
- Egghead, 1974, ASS
- Code 777, 1986, Jumbo
- Confusion, 1993, Franjos